# Einar Thorsteinn
Einar Thorsteinn (Reykjavik, 17 de junio de 1942–Reykjavik, 28 de abril de 2015) fue un arquitecto islandés con un interés en las estructuras geométricas. Thorsteinn fue seguidor de Buckminster Fuller y trabajó con formas esféricas y poliédricas. Se graduó en la Universidad de Hannover. Trabajó con Frei Otto desde 1969 hasta 1972 ayudando a diseñar el Parque Olímpico de Múnich para los Juegos Olímpicos de 1972. Comenzó el Constructions Lab en Islandia y experimentó con las estructuras textiles. Comenzó una larga colaboración con el artista Olafur Eliasson. Sus primeros resultados en su colaboración incluyen las cúpulas geodésicas, también trabajó con células con simetría quíntuple utilizadas en el Harpa Reykjavik Concert Hall. Trabajó con Guillermo Trotti en diseñar los laboratorios móviles de investigación lunar de la NASA.